# Matthäuskirche (Sontheim)

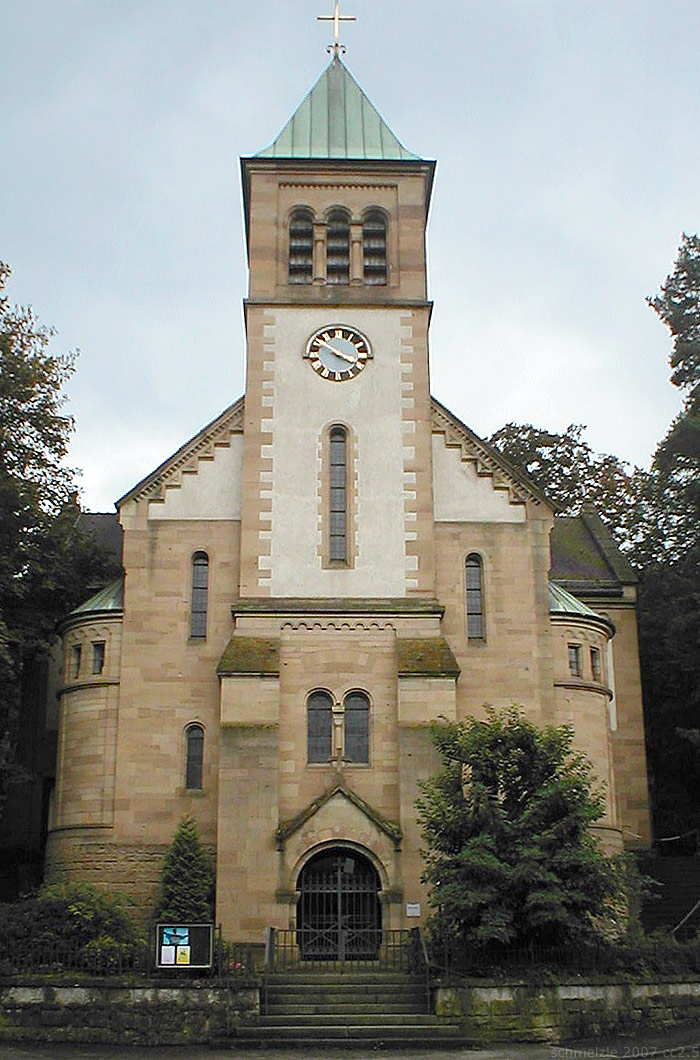
Matthäuskirche in Heilbronn-Sontheim

Die Matthäuskirche in Sontheim ist eine 1898/99 erbaute und am 1. Oktober 1899 eingeweihte evangelische Kirche im neuromanischen Stil, die seit 1991 als Kulturdenkmal ausgewiesen ist.

## Geschichte
Die evangelische Gemeinde im einst zum Deutschen Orden gehörenden und daher katholischen Sontheim entwickelte sich im Zuge der Industrialisierung und damit dem starken Anwachsen der Bevölkerung von 80 Protestanten im Jahr 1825 auf 500 Personen im Jahr 1884. In jenem Jahr wurde daher eine (bis 1906 von Horkheim aus verwaltete) eigene Pfarrei gegründet, die ihre Gottesdienste zunächst in einem zur Verfügung gestellten Saal abhielt. 1888 wurde der Bau einer evangelischen Kirche angeregt und der Stuttgarter Baurat Theophil Frey mit der Planung beauftragt. 1894 erwarb die evangelische Gemeinde ein geeignetes Grundstück und 1897 wurden die Bauarbeiten in der Neckar-Zeitung ausgeschrieben.

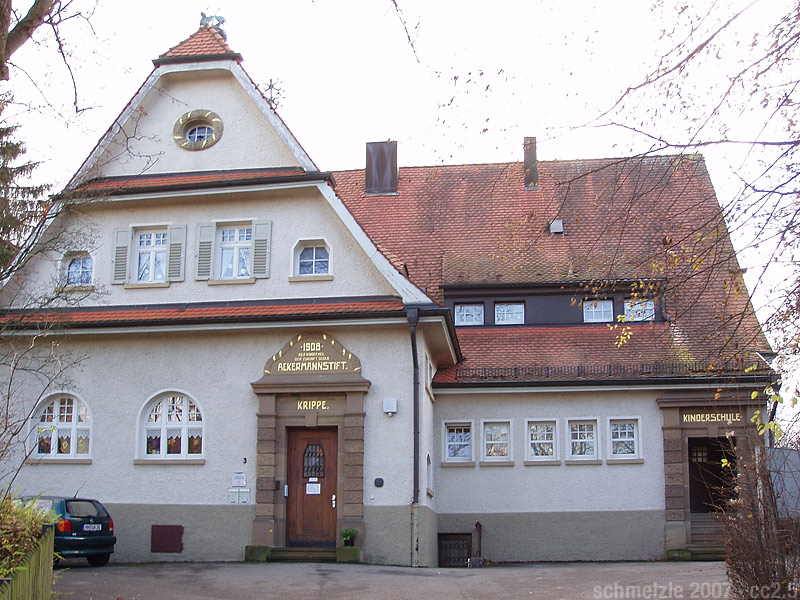
Das benachbarte Ackermannstift

Bau der Matthäuskirche 1898

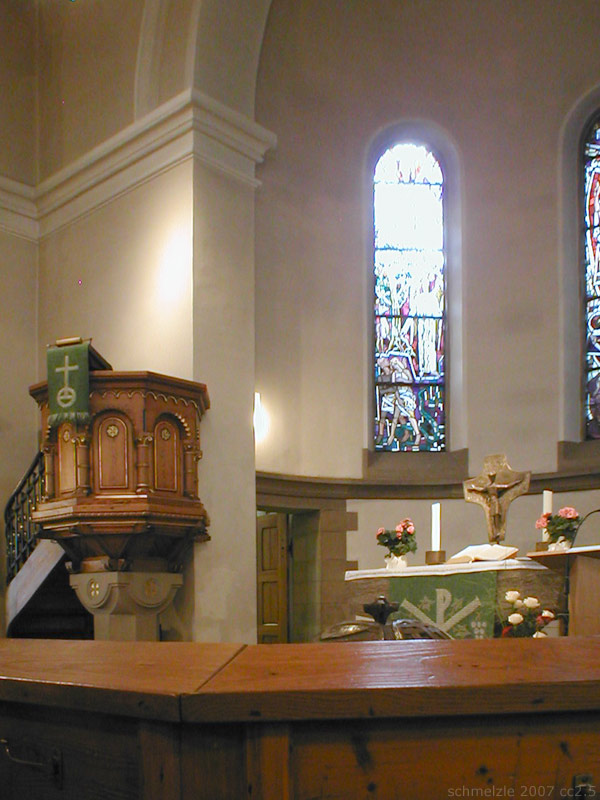
Altarraum mit Kanzel

Die Kirche war von Frey als Verwirklichung der fortschrittlichen Ansätze des „Wiesbadener Programms“ für den Kirchenbau entworfen worden und wurde unter Baumeister Gottlob Schaudt von den Bauunternehmern Eckert aus Sontheim und Hagenmayer aus Heilbronn mit dem Heilbronner Schilfsandstein und hochwertigen Schreinerarbeiten im Inneren ausgeführt. Die Grundsteinlegung fand am 2. Juni 1898 statt, die Einweihung am 1. Oktober 1899. Die Baukosten betrugen 119.406,99 Mark, die durch einen bereits in den 1880er Jahren gegründeten Kirchenbaufonds und durch reiche Spenden der Sontheimer Zwirnerei Ackermann bestritten wurden. Die Malereien im Inneren gestaltete der Stuttgarter Hofdekorationsmaler Eugen Woernle. Die ursprünglichen Chorfenster schuf Rudolf Yelin der Ältere (1864–1940).
Direkt neben der Kirche wurden 1907/08 ein zugehöriges Pfarrhaus sowie eine Kleinkinderschule mit Krippe erbaut, für die abermals reiche Spenden der Zwirnerei Ackermann erbracht wurden (insgesamt 35.000 Mark), so dass die Kleinkinderschule den Namen Ackermannstift erhielt.
Im Ersten Weltkrieg wurden die Prospektpfeifen der Orgel sowie drei der vier Glocken eingeschmolzen. Nach Kriegsende wurden die abgelieferten Teile neu beschafft, drei neue Glocken, für die die übrig gebliebene alte Glocke in Zahlung gegeben wurde, wurden bei der Glockengießerei Bachert in Kochendorf beschafft und am 30. Juli 1922 geweiht. 1928 wurde ein Kirchenchor gegründet. Im Zweiten Weltkrieg mussten im Februar 1942 die beiden großen Glocken abgeliefert werden, lediglich die kleine Betglocke von 1922 blieb erhalten. Im Verlauf des Krieges wurde die Kirche stark beschädigt.
Seit dem 23. Oktober 1949 trägt die Kirche aufgrund eines Beschlusses des Kirchengemeinderates den Namen Matthäuskirche. Der Ursprung dieses Namens liegt vermutlich in der damaligen Ausmalung der Kirche, die im Bogen über dem Altarraum ein Zitat aus dem Matthäus-Evangelium enthalten hatte.
Am 20. April 1955 konnten drei neu angeschaffte Glocken geweiht werden, die auf das Geläut der nahen katholischen Kirche abgestimmt sind. In den 1950er Jahren fanden zudem mehrere Adventsbasare und Konzerte statt, mit denen Mittel zur Reparatur der Kriegsschäden gesammelt wurden. Im Dezember 1960 wurden die von Rudolf Yelin dem Jüngeren (1902–1991) gestalteten neuen Chorfenster in der Kirche installiert. 1965 konnten endlich die letzten Kriegsschäden durch umfangreiche Instandsetzungsarbeiten beseitigt werden, bei dieser Gelegenheit wurde auch ein neuer Altar beschafft. Allerdings hat man 1965 auch die nicht mehr dem schlichten Stil der Zeit entsprechende Ausmalung der Kirche beseitigt.
Im Jahr 1980 erfolgte unter Förderung des Landesdenkmalamtes eine umfassende Renovierung der Kirche, wobei eine neue Orgel eingebaut und die zuvor rechteckig angeordneten Sitzreihen in achteckiger Form aufgestellt wurden. 1991 wurde die Kirche samt der sie umgebenden Grünanlage als Beispiel für fortschrittliche ländliche Sakralbaukunst in die Liste der Kulturdenkmale in Heilbronn aufgenommen.
Ab 1986 wurde das ursprünglich zur Matthäuskirchengemeinde gehörende Dietrich-Bonhoeffer-Gemeindezentrum erbaut, das 1988 eingeweiht wurde und eine eigene Kirche enthält, die 1991 zur eigenen Pfarrgemeinde erhoben wurde, wodurch der bisherige Gemeindeteil Sontheim-Ost aus der Matthäuskirchengemeinde ausgegliedert wurde und sich diese merklich verkleinerte. 1992 musste der Kirchenchor wegen Mitgliederschwunds zunächst eingestellt werden. Nachdem ab 1995 in der Sontheimer Ortsmitte auf dem ehemaligen Ackermann-Gelände umfangreiche Wohnbebauung entstand, wuchs die Matthäusgemeinde wieder merklich an, so dass 1996 auch wieder ein Kirchenchor gegründet werden konnte.

## Beschreibung
Die Kirche befindet sich auf einem Bergabhang und wurde mit Freitreppen zur Hauptstraße hin verbunden. Das Bauwerk wurde bewusst in den Hang integriert und wirkt von außen wesentlich mächtiger als im Inneren. Über die beiden Treppentürme links und rechts des Hauptportals gelangt man in den eigentlichen Kirchenraum. In Blickachse zur katholischen Kirche St. Martinus gestellt, prägt die Matthäuskirche mit dieser bis heute das Ortsbild Sontheims.
Grundform des Gebäudes ist ein über einem kreuzförmigen Grundriss angeordneter Zentralbau. „Die Matthäuskirche stellt somit ein Musterbeispiel progressiven protestantischen Kirchenbaus um 1900 dar.“ (Dr. Julius Fekete, Landesdenkmalamt). Die neuromanische Formensprache von Gebäude und Ausstattung wie Kanzel, Taufstein, Türblättern und Orgelgehäuse galt in den 1880er Jahren als „modern“ im Gegensatz zum damals verbreiteten neugotischen Stil. Die Gemeinde saß ursprünglich rechtwinklig, seit der Renovierung 1980 achteckig um den Altar. Der Pfarrer ist sowohl auf der Kanzel als auch am Altar von jedem Gottesdienstbesucher jederzeit zu sehen.

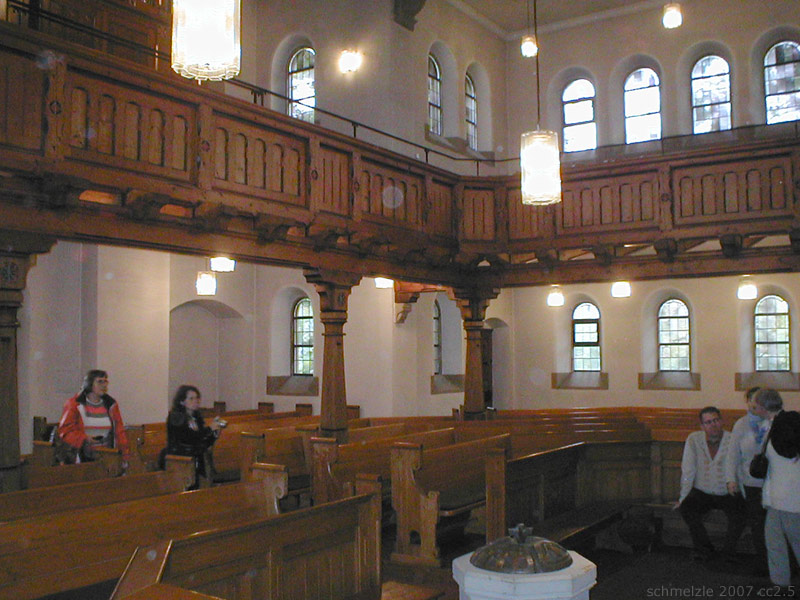
Innenraum mit Empore
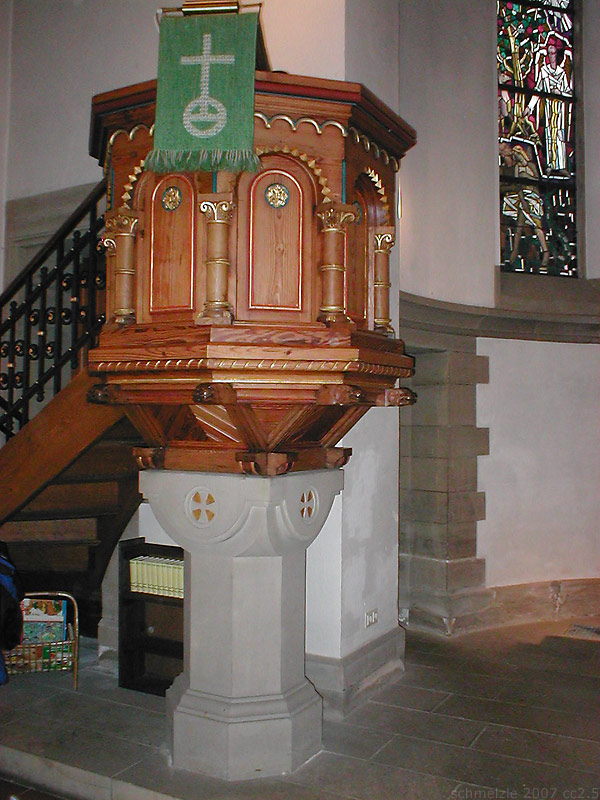
Kanzel
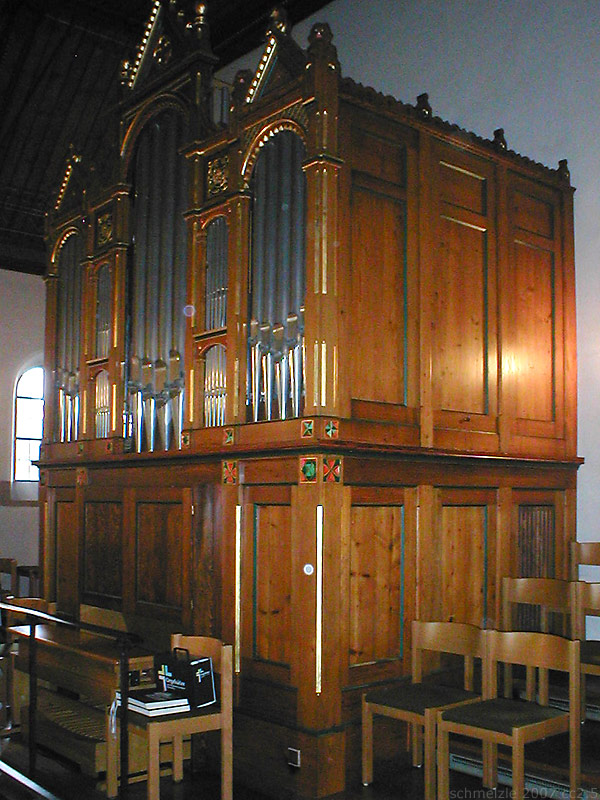
Orgel
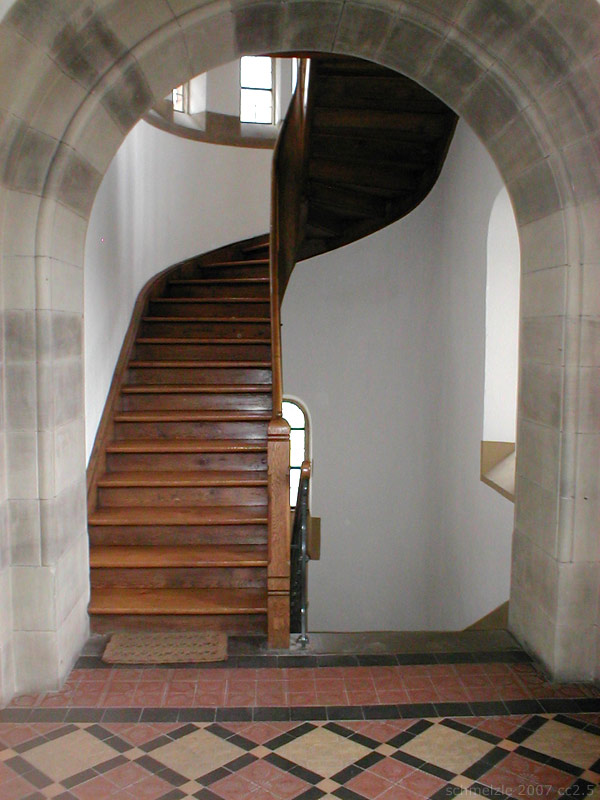
Blick in den linken Treppenturm

### Turm

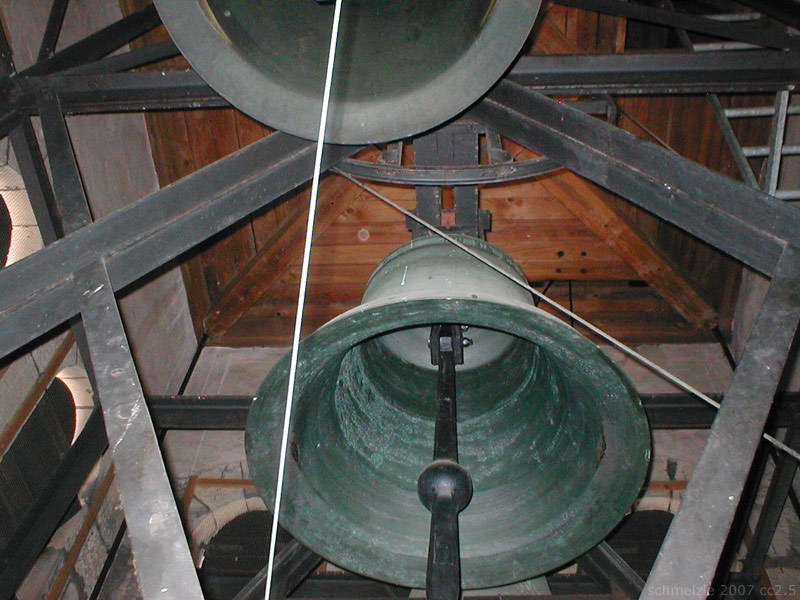
Blick in den Glockenstuhl

Die Matthäuskirche ist durch die Hauptstraße Sontheims mit der Martinskirche verbunden und ist genau wie diese im Stil der Neuromanik gebaut worden, wobei der Turm inmitten des Vordergiebels der Matthäuskirche direkt in der Sichtachse der Hauptstraße liegt. Der Turm ist kräftig gebaut worden und ist nicht viel höher als das Schiff und hat an seinen beiden Turmseiten jeweils ein kleines angebautes halbrundes Treppentürmchen.

### Chorapsis
Der Chor der Matthäuskirche beschreibt als Apsis einen Halbkreis. Die drei 1960 gestifteten Chorfenster von Rudolf Yelin dem Jüngeren, dem Sohn des Künstlers der Chorfenster von 1900, stellen die Themen Schöpfung, Christus und Pfingsten dar.

### Emporen
Die Kirche wurde auf dem Grundriss eines gleichschenkligen griech. Kreuzes errichtet. D. h., dass in dem Querschiff auch Emporen eingebaut werden konnten, so dass am Ende die Kirche 300 Sitzplätze fassen kann.

## Pfarrer an der Matthäuskirche
- Bernhard Fricker (1906–1920)
- Karl Oschmann (1920–1921)
- Wilhelm Gruner (1922–1934)
- Theophil Brendle (1935–1962)
- Philipp Kempf (1963–1984)
- Gerhard Raff (1982–2006 Pfarramt Ost, ab 1991 Pfarramt Dietrich-Bonhoeffer-Gemeinde, Sontheim-Ost)
- Gerhard Wacker (1984–1994)
- Matthias Treiber (1994–2022)
- Katharina Beck (seit 2024)